# Martynas Levickis

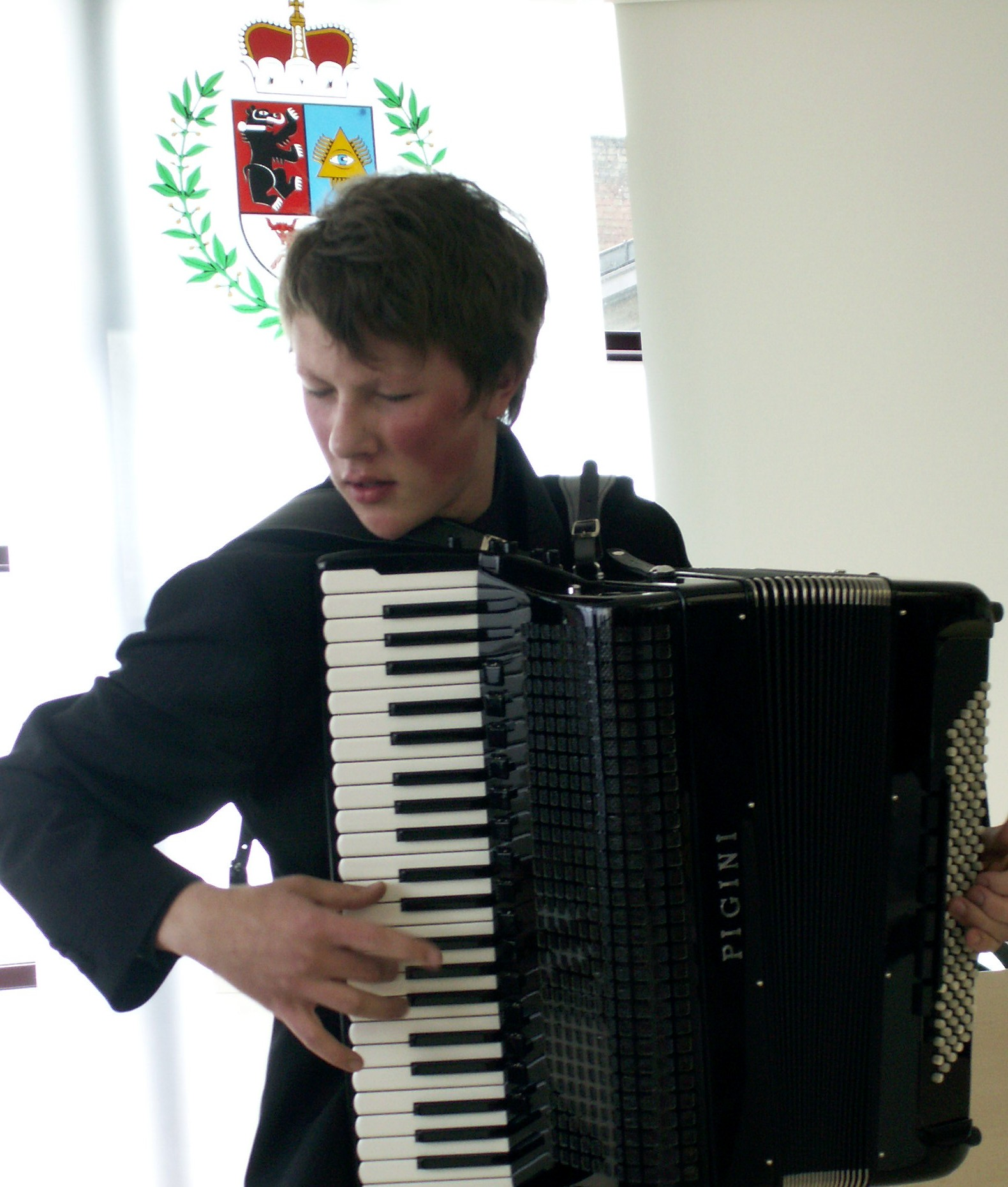
Martynas Levickis, 2006

Martynas Levickis (* 11. Juni 1990 in Tauragė, Litauen) ist ein litauischer Akkordeonspieler.
Levickis gewann 2010 die Akkordeon-Weltmeisterschaft, den Coupe Mondiale. Im selben Jahr wurde er als Sieger des litauischen Got Talent zusätzlich einem breiten Fernsehpublikum in den baltischen Ländern bekannt. Durch die Verbreitung von Video-Mitschnitten des Talentwettbewerbs über soziale Netzwerke wurde ein Musiklabel auf den jungen Musiker aufmerksam. Levickis Debütalbum Martynas erklomm nach der Veröffentlichung im Juli 2013 die Spitze der Classical Artist Albums Charts in Großbritannien, damit stand erstmals eine Akkordeon-Aufnahme auf Platz 1.

## Leben

### Ausbildung
Levickis begann im Alter von drei Jahren mit dem Akkordeonspiel als Autodidakt. Im Alter von acht Jahren erhielt er seinen ersten Musikunterricht und wurde Schüler des Saulius-Sondeckis-Gymnasiums der Künste in Šiauliai. Mit 13 Jahren gewann er erste Wettbewerbe und 2008 wechselte er an die renommierte Royal Academy of Music in die Klasse von Owen Murray. 2012 schloss er sein Studium mit einem Bachelor of Music ab.
Meisterkurse absolvierte Lewickis bei Frédéric Deschamps, Claudio Jacomucci, Friedrich Lips, Massimiliano Pitocco und Matti Rantenen.
Von September 2014 bis 2016 absolvierte Levickis einen Masterstudiengang bei Iñaki Alberdi am Centro Superior de Música del País Vasco, kurz Musikene genannt, im spanischen San Sebastian.

### Karriere
Anerkennung in Fachkreisen erlangte Levickis durch seinen Sieg bei der Akkordeon-Weltmeisterschaft 2010, dem Coupe Mondiale, der in Kroatien von der Confédération Internationale des Accordéonistes (CIA) IMC – UNESCO ausgetragen wurde. Auf den Akkordeonisten wurde die internationale Musikwelt aber erst aufmerksam, als er in Litauen den Fernsehwettbewerb Got Talent gewann. Levickis hatte an dem Wettbewerb als Student der Royal Academy of Music ohne deren Wissen teilgenommen und in seine Auftritte neben klassischen Interpretationen auch zeitgenössische Musik und Gesang integriert. Videos der litauischen Fernsehsendung gelangten via YouTube über soziale Netzwerke bis nach Großbritannien. Zurück in London war Levickis erstaunt über die breite positive Resonanz auf seine Musikdarbietung. Der Musikagent Rick Blaskey wurde durch ein YouTube-Video auf den jungen Musiker aufmerksam und handelte für Levickis mit dem Plattenlabel Decca Records einen Plattenvertrag aus. Levickis ist der erste Akkordeonspieler den Decca Records unter Vertrag nahm. Levickis erstes Album erschien am 1. Juli 2013 in Großbritannien und gelangte umgehend an die Spitze der Classical Artist Albums Charts. Dies war vorher noch keinem Akkordeonisten gelungen. Im Oktober 2013 wurde Levickis Debütalbum Martynas in Deutschland veröffentlicht.
Martynas hatte sein Deutschlanddebüt im August 2013 an der Berliner Waldbühne, in Rostock auf der Haedge-Halbinsel und beim Schleswig-Holstein Musik Festival in Lübeck. Er konzertiert regelmäßig beim Bath International Music Festival, bei den Dresdner Tagen der zeitgenössischen Musik, beim Edinburgh Jazz & Blues Festival, dem litauischen Gaida Festival, dem Leigo Lake Music Festival in der Schweiz, den Festspielen Mecklenburg-Vorpommern und dem St. Magnus Festival auf Orkney. Solokonzerte führten ihn an die renommierten Konzerthäuser Royal Albert Hall, Royal Festival Hall, Wigmore Hall und an den St. John’s Smith Square in London, an das Auditorio Nacional in Mexiko, an die Debussy Residence in Paris und das Gangdong Arts Center in Südkorea. Er spielte Konzerte mit dem BBC Concert Orchestra, dem City of Birmingham Symphony Orchestra, dem Litauischen Kammerorchester, dem Litauischen Nationalen Symphonieorchester, dem Geneva Camerata und dem Manchester Camerata. Levickis gründete 2015 zusätzlich sein eigenes Ensemble Mikroorkéstra.
Martynas Repertoire überschreitet bewusst Genre-Grenzen und reicht vom Barock bis zur zeitgenössischen Musik. Schwerpunkt ist die klassische Musik, aber mit Experimentierfreude arrangiert er auch Volksweisen und populäre Musikkompositionen für sein Instrument. Levickis versteht sich als Akkordeon-Botschafter: „Ich habe mir vorgenommen, das Image des Akkordeons neu zu definieren und zu zeigen, dass man dieses Instrument ausgesprochen vielseitig einsetzen kann“.
Seit der Gründung 2014 ist Levickis künstlerischer Leiter des Palendriai International Composers’ Course and Festival in Litauen. Anliegen des Festivals ist es, neue Kompositionen für Akkordeon und Kammermusikensembles zu schaffen. Levickis leitet als Direktor die Akkordeon Musikschule accoAkademija im litauischen Vilnius. Er sitzt im Beirat des Lithuanian World Arts Council, einer gemeinnützigen Organisation mit dem Ziel, litauische Kunst und Kultur weltweit zu fördern. 2024 tourt er mit dem Bariton Benjamin Appl.
Levickis spielte ab 2006 ein Pigini-Pianoakkordeon Bayan 58/P, eine Leihgabe der Stadt Šiauliai. Seit 2015 spielt er ein Pigini Nòva Piano. Am 8. Oktober 2023 erhielt er den Opus-Klassik-Preis in der Kategorie „Instrumentalist/in des Jahres“.
Seit 2022 lebt Levickis in Berlin.

## Aufnahmen
- Johannes Brahms: ungarischer Tanz Nr. 5 in g-Moll
- Giuseppe Verdi: Theme La forza del destino
- Gerardo Matos Rodríguez: La Cumparsita
- Carlos Gardel: Por una cabeza (mit David Garrett)
- Lady Gaga: Telephone
- Michel Teló: Nossa Nossa (mit Gesang)
- Volkslied: Hava Nagila
- Johann Sebastian Bach: Suite Nr. 3 D-Dur BWV 1068
- Wolfgang Amadeus Mozart: Sonate Nr. 11 A-Dur KV 331
- Ennio Morricone: La Califfa
- Katy Perry: Hot N Cold
- Vittorio Monti: Czardas
- Jean Lenoir: Parlez-Moi d’Amour
- Ludwig van Beethoven: Symphonie Nr. 7 op. 92
- Antonio Vivaldi: Der Winter. (Decca Records, 2013.)[12]

## Diskografie
- 2023 Autograph, 5 litauische Volkslieder, etc., Accentus Music

## Filme
2015 spielte Levickis in der litauischen Filmkomödie Dėdė, Rokas ir Nida eine Hauptrolle.

## Auszeichnungen (Auswahl)
- 2004: Königin Morta-Preis des Landes Litauen[20]
- 2009: mehrere erste Preise beim 71st Annual American Accordionist Association Festival, u. a. für seine Komposition The Quiver[21]
- 2010: 1. Preis beim litauischen Fernsehwettbewerb Got Talent[22]
- 2010: 1. Preis in der Kategorie Masters beim Coupe Mondiale[23] (Akkordeon-Weltmeisterschaft)[24]
- 2013: Berufung zum Tourismus-Botschafter des Landes Litauen[25]
- 2014: Publikums-Preis der Programmreihe „Junge Elite“ bei den Festspielen Mecklenburg-Vorpommern[26]
- 2016: Verleihung des Titels Associate of the Royal Academy of Music durch die Royal Academy of Music[27]
- 2023: Opus Klassik; Instrumentalist des Jahres.[28]

## Belege
1. ↑  Jack Malvern: Classical stars are squeezed out by accordion. The Times, 9. Juli 2013, abgerufen am 12. Juni 2016 (englisch).
2. ↑  Martynas scores first ever No 1 for accordionist in classical charts. Embassy of the Republic of Lithuania to the United Kingdom of Great Britain and Northern Ireland, 8. Juli 2013, archiviert vom Original (nicht mehr online verfügbar) am 31. Januar 2022; abgerufen am 12. Juni 2016 (englisch).  Info: Der Archivlink wurde automatisch eingesetzt und noch nicht geprüft. Bitte prüfe Original- und Archivlink gemäß Anleitung und entferne dann diesen Hinweis.
3. 1 2  Martynas: The Lithuanian, his squeezebox and how Daft Punk propelled him to No 1. Evening Standard, 18. Juli 2013, abgerufen am 16. Juni 2016 (englisch).
4. 1 2  Adam Sweeting: Martynas, interview. The Daily Telegraph, 1. Juli 2013, abgerufen am 12. Juni 2016 (englisch).
5. ↑  Asta Andrikonytė: Akordeonininko M. Levickio šachmatų ėjimas šokiruos gerbėjus. Lietuvos rytas, 16. August 2014, archiviert vom Original (nicht mehr online verfügbar) am 8. August 2016; abgerufen am 12. Juni 2016 (litauisch).  Info: Der Archivlink wurde automatisch eingesetzt und noch nicht geprüft. Bitte prüfe Original- und Archivlink gemäß Anleitung und entferne dann diesen Hinweis.
6. ↑  Martynas Levickis (finalas, Lietuvos Talentai). In: YouTube. Jaunieji Talentai, 16. Januar 2011, abgerufen am 12. Juni 2016 (litauisch).
7. ↑  Major record deal for Lady Gaga covering accordion player. Independent Television, 16. Mai 2013, abgerufen am 16. Juni 2016 (englisch).
8. ↑  Der aktuell erfolgreichste Akkordeon-Spieler der Welt kommt nach Deutschland! Universal Music Group, 22. Juli 2013, abgerufen am 12. Juni 2016 (englisch).
9. ↑  Backstage in Berlin: Martynas und David Garrett in der Waldbühne. In: YouTube. Klassik Akzente, 5. August 2013, abgerufen am 12. Juni 2016 (englisch).
10. ↑  Martynas Levickis – Interview Part 1. In: YouTube. Imagine TV Network, 3. Dezember 2013, abgerufen am 11. Juni 2016 (englisch).
11. ↑  Martynas: „Ich bin jung und es macht mir Spaß zu experimentieren!“ Focus Online, 11. Oktober 2013, archiviert vom Original (nicht mehr online verfügbar) am 16. Juni 2018; abgerufen am 12. Juni 2016.  Info: Der Archivlink wurde automatisch eingesetzt und noch nicht geprüft. Bitte prüfe Original- und Archivlink gemäß Anleitung und entferne dann diesen Hinweis.
12. 1 2  Antoinette Schmelter de Escobar: Martynas Levickis: Zwischen Brahms und Lady Gaga. Crescendo, 28. November 2013, archiviert vom Original (nicht mehr online verfügbar) am 10. August 2016; abgerufen am 11. Juni 2016.  Info: Der Archivlink wurde automatisch eingesetzt und noch nicht geprüft. Bitte prüfe Original- und Archivlink gemäß Anleitung und entferne dann diesen Hinweis.
13. ↑  Martynas Levickis: Palendriai International Composers’ Course and Festival. Palendriai International Composers’ Course and Festival, archiviert vom Original (nicht mehr online verfügbar) am 12. Juni 2016; abgerufen am 12. Juni 2016 (englisch).  Info: Der Archivlink wurde automatisch eingesetzt und noch nicht geprüft. Bitte prüfe Original- und Archivlink gemäß Anleitung und entferne dann diesen Hinweis.
14. ↑  accoAkademija. accoAkademija, abgerufen am 6. Januar 2017 (litauisch).
15. ↑  Advisory Board. Lithuanian World Arts Council, abgerufen am 12. Juni 2016 (englisch).
16. ↑  Martynas Levickis groja naujuoju akordeonu. skrastas.lt, 28. April 2006, abgerufen am 12. Juni 2016 (litauisch).
17. ↑  Opus-Klassik-Preis 2023.
18. ↑  Martynas Levickis: "Autograph" In: rbb-online.de
19. ↑  Uncle. Internet Movie Database, abgerufen am 11. Juni 2016 (englisch).
20. ↑  Šiaulietis studijuos Karališkojoje Londono menų akademijoje. ŠIAULIAI plius, 1. Februar 2008, abgerufen am 12. Juni 2016 (litauisch).
21. ↑  Algis Ratnikas: A world famous classicak accordionist from Šiauliai. VilNews e-magazine, abgerufen am 12. Juni 2016 (englisch).
22. ↑  Martynas Biography. Classic FM – Discover Classical Music, abgerufen am 12. Juni 2016 (englisch).
23. ↑  Masters Coupe Mondiale Prize Winners. Confédération Internationale des Accordéonistes (CIA), abgerufen am 12. Juni 2016 (englisch).
24. ↑  Der Akkordeon-Weltmeister Martynas legt sein Debütalbum vor. In: Klassik Akzente. Universal Music Deutschland, 8. Oktober 2013, abgerufen am 12. Juni 2016.
25. ↑  Sayrah Javed: Opening Concert to celebrate Lithuanian EU Council Presidency. The London Insider, 28. Juli 2013, archiviert vom Original (nicht mehr online verfügbar) am 16. Juni 2016; abgerufen am 16. Juni 2016 (englisch).  Info: Der Archivlink wurde automatisch eingesetzt und noch nicht geprüft. Bitte prüfe Original- und Archivlink gemäß Anleitung und entferne dann diesen Hinweis.
26. ↑  Festspiele Mecklenburg-Vorpommern ehren herausragende Talente. Die Welt, 22. Oktober 2014, abgerufen am 12. Juni 2016.
27. ↑  2016 Honours are announced. Royal Academy of Music, abgerufen am 12. Juni 2016 (englisch).
28. ↑  Opus Klassik 2023 In: zdf.de

| Personendaten    | Personendaten                |
| ---------------- | ---------------------------- |
| NAME             | Levickis, Martynas           |
| KURZBESCHREIBUNG | litauischer Akkordeonspieler |
| GEBURTSDATUM     | 11. Juni 1990                |
| GEBURTSORT       | Tauragė, Litauen             |